# Premiul Grammy pentru cel mai bun album al anului
Pe această pagină sunt listate albumele care au câștigat Premiul Grammy pentru cel mai bun album al anului. Taylor Swift este singurul artist din istorie care a revendicat trofeul de 4 ori—pentru Fearless, 1989, folklore și Midnights (de asemenea, ea a fost prima femeie din istorie care a reușit să câștige prestigiosul premiu de două ori, în 2016, și singura care l-a câștigat de 3 ori, în 2021, lucru ce evidențiază impactul și talentul de necontestat al artistei). Frank Sinatra și Stevie Wonder sunt următorii cu trei trofee fiecare, urmați de U2, Paul Simon și Adele cu câte două trofee, Paul Simon având trei trofee dacă se ia în considerare trofeul obținut în anul 1971 ca membru al grupului Simon & Garfunkel.

## Câștigători

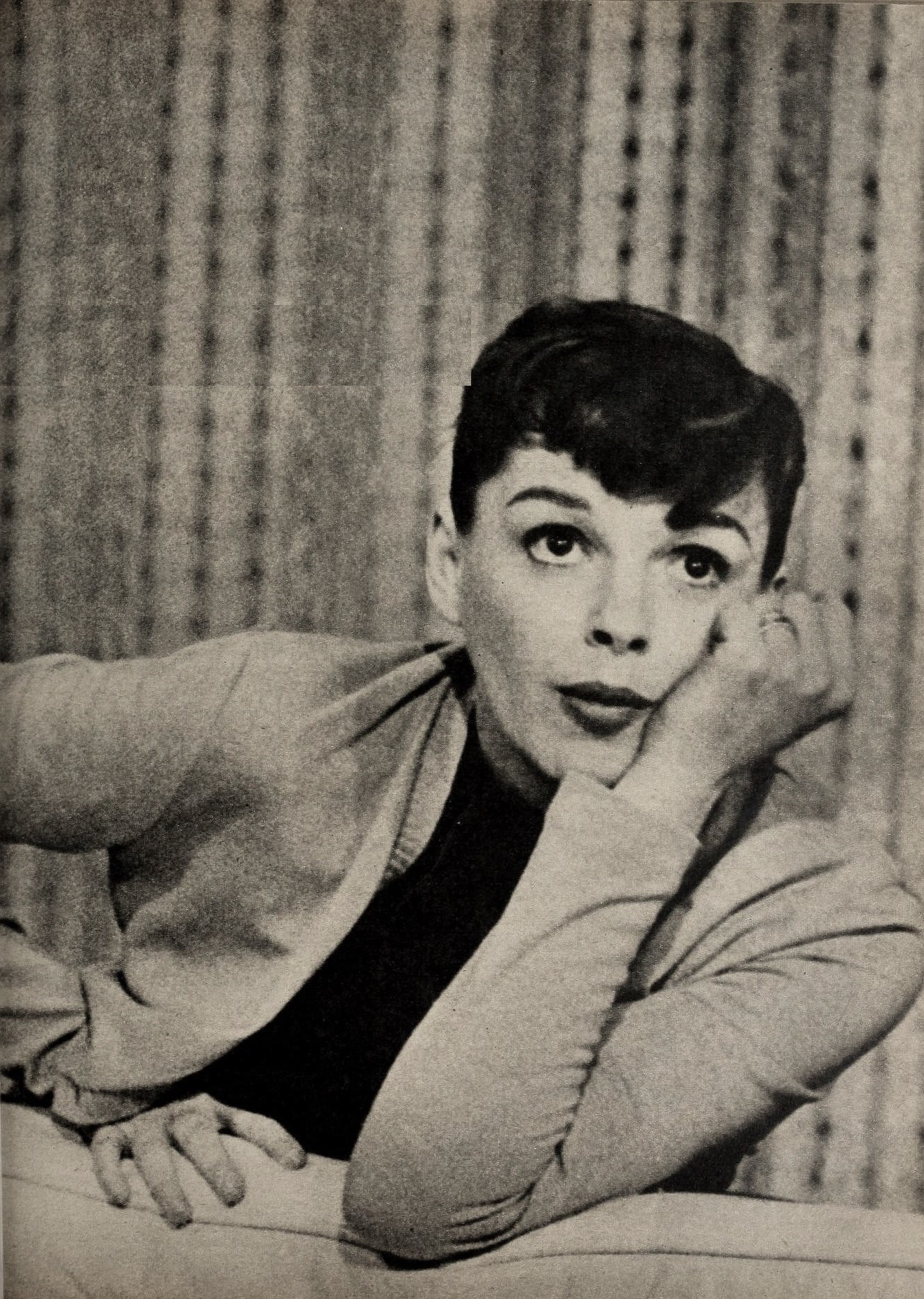
Judy Garland, prima femeie câștigătoare a Premiului Grammy pentru cel mai bun album al anului

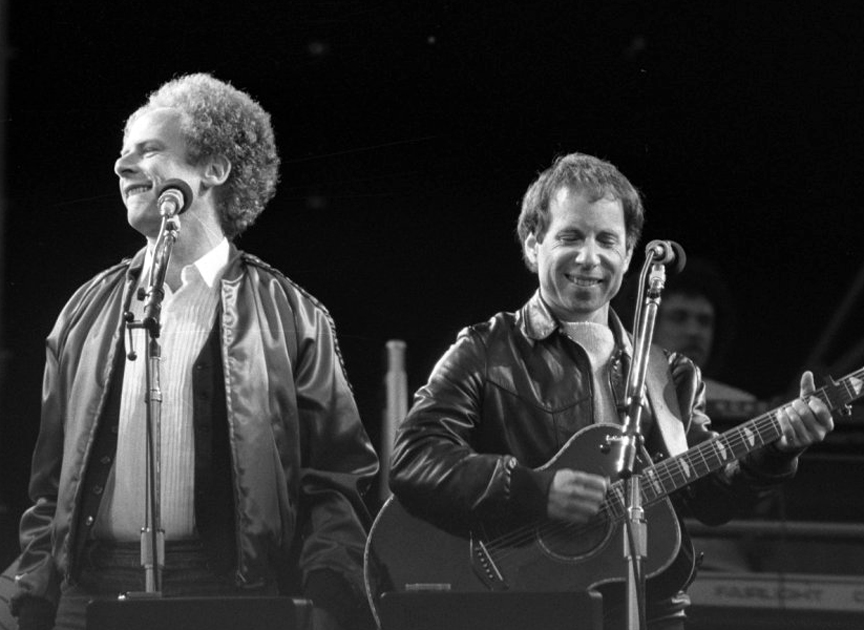
Simon & Garfunkel au câștigat în 1971 cu albumul Bridge over Troubled Water.

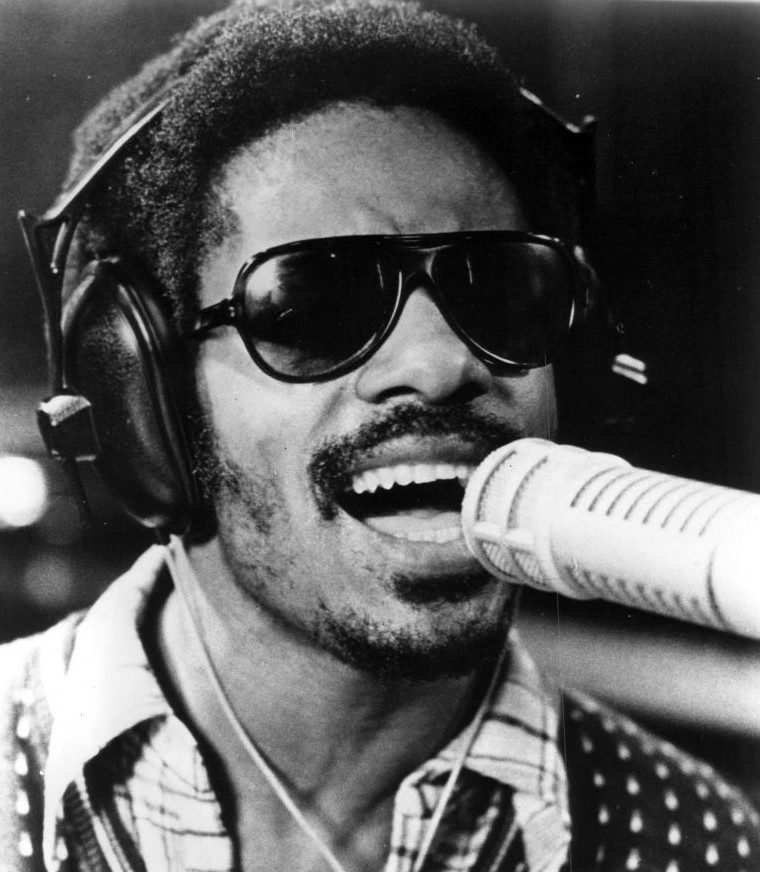
Stevie Wonder a câștigat de trei ori: în 1974, 1975 și 1977.

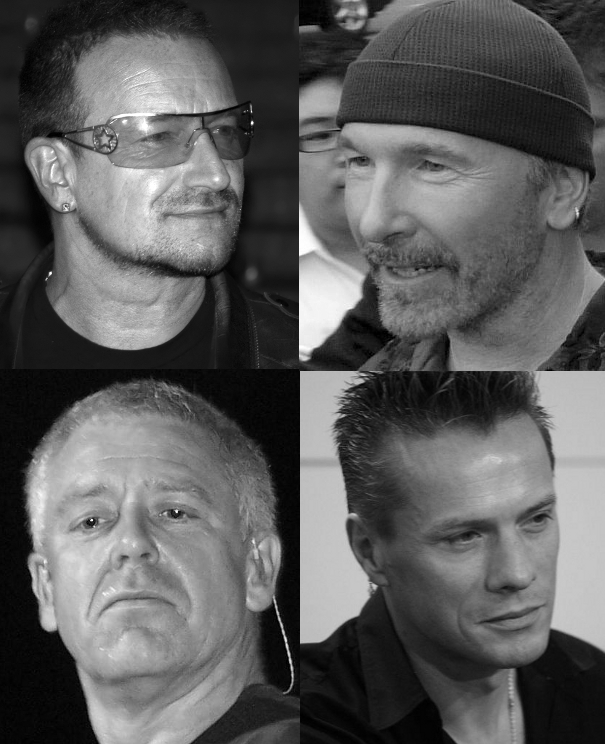
Formația irlandeză U2 a câștigat în 1988 și 2006 pentru The Joshua Tree și How to Dismantle an Atomic Bomb.

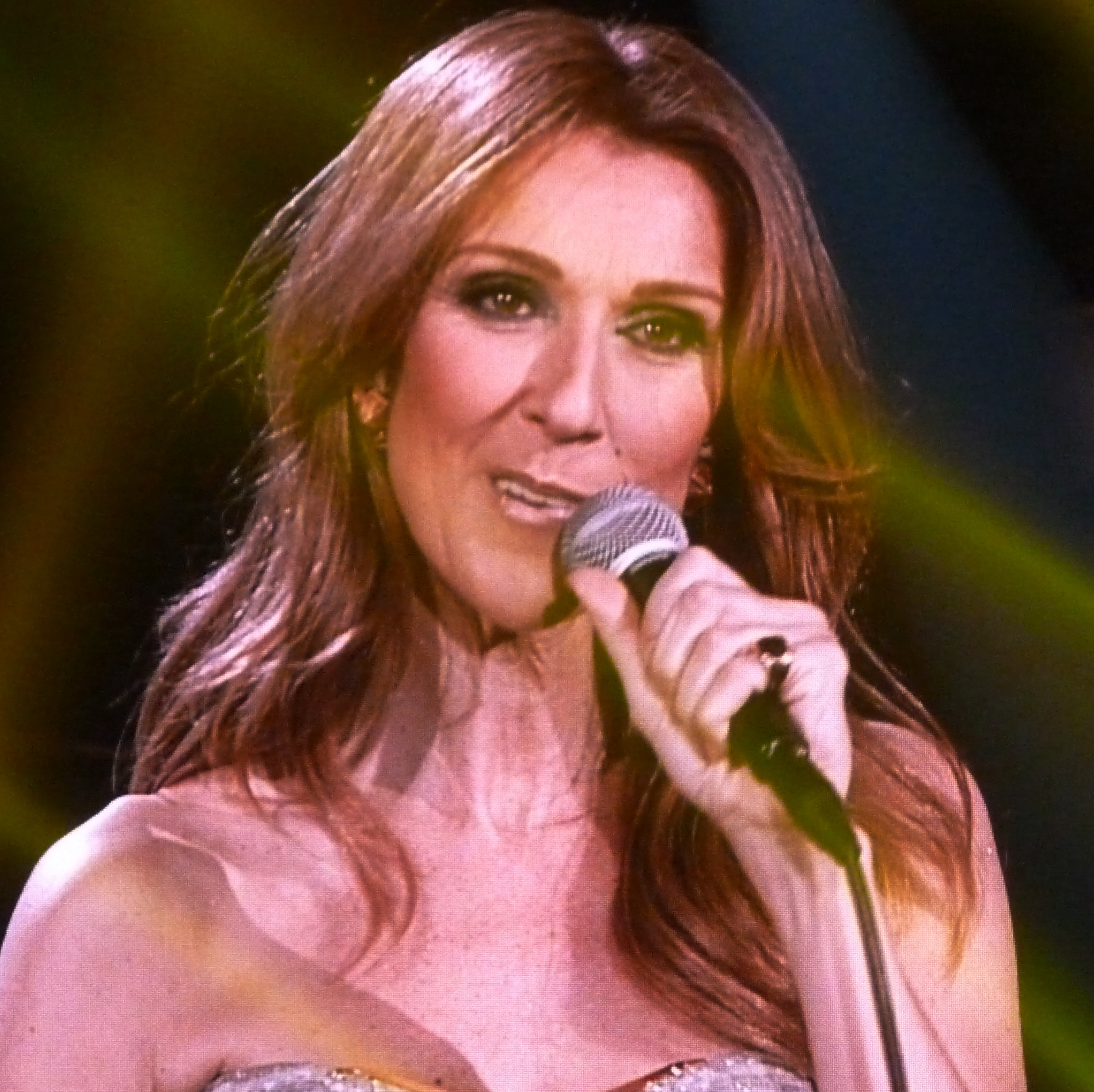
Celine Dion a câștigat în 1997 pentru Falling into You.

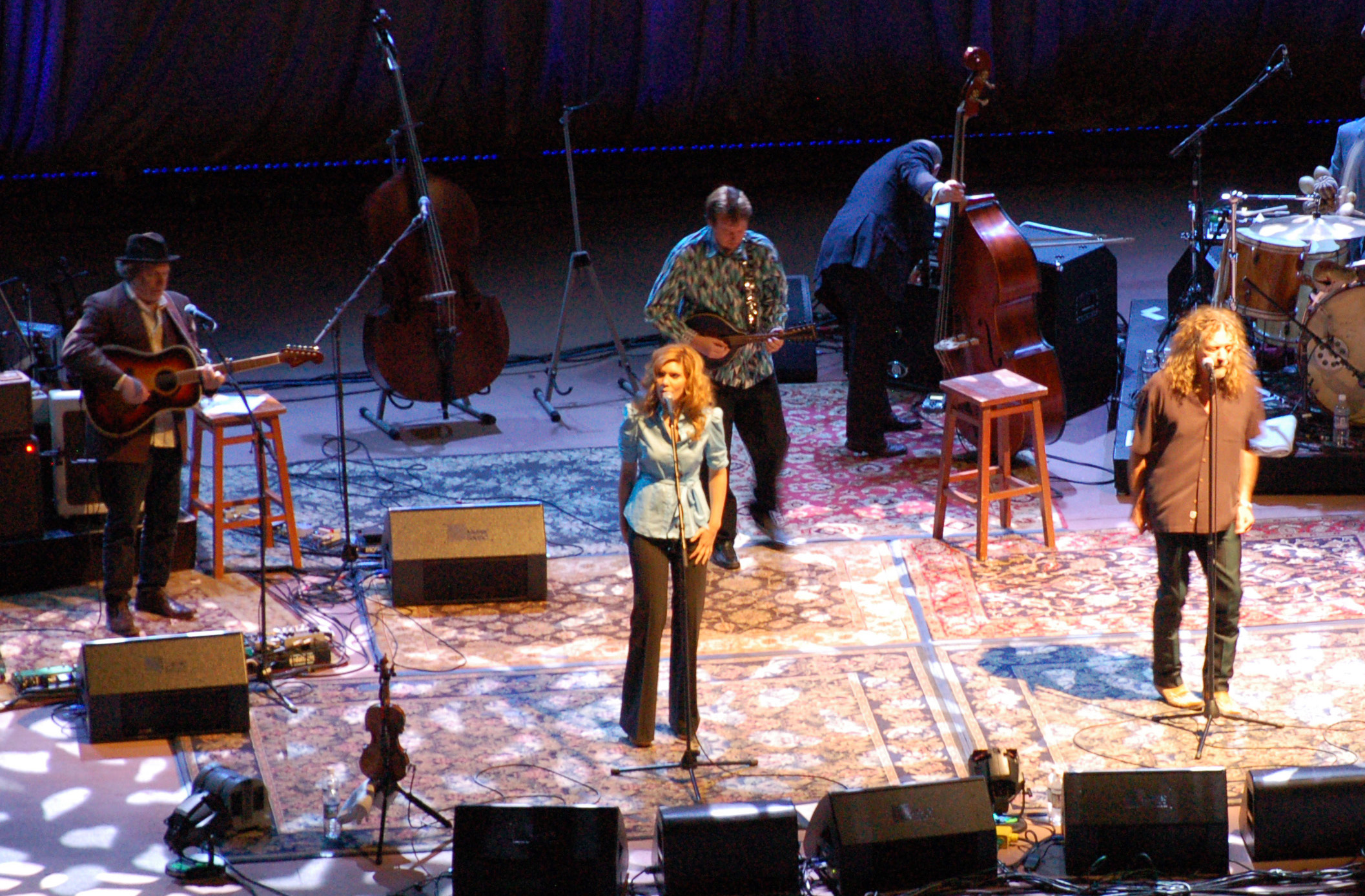
Robert Plant și Alison Krauss au câștigat în 2009 pentru albumul colaborativ Raising Sand.

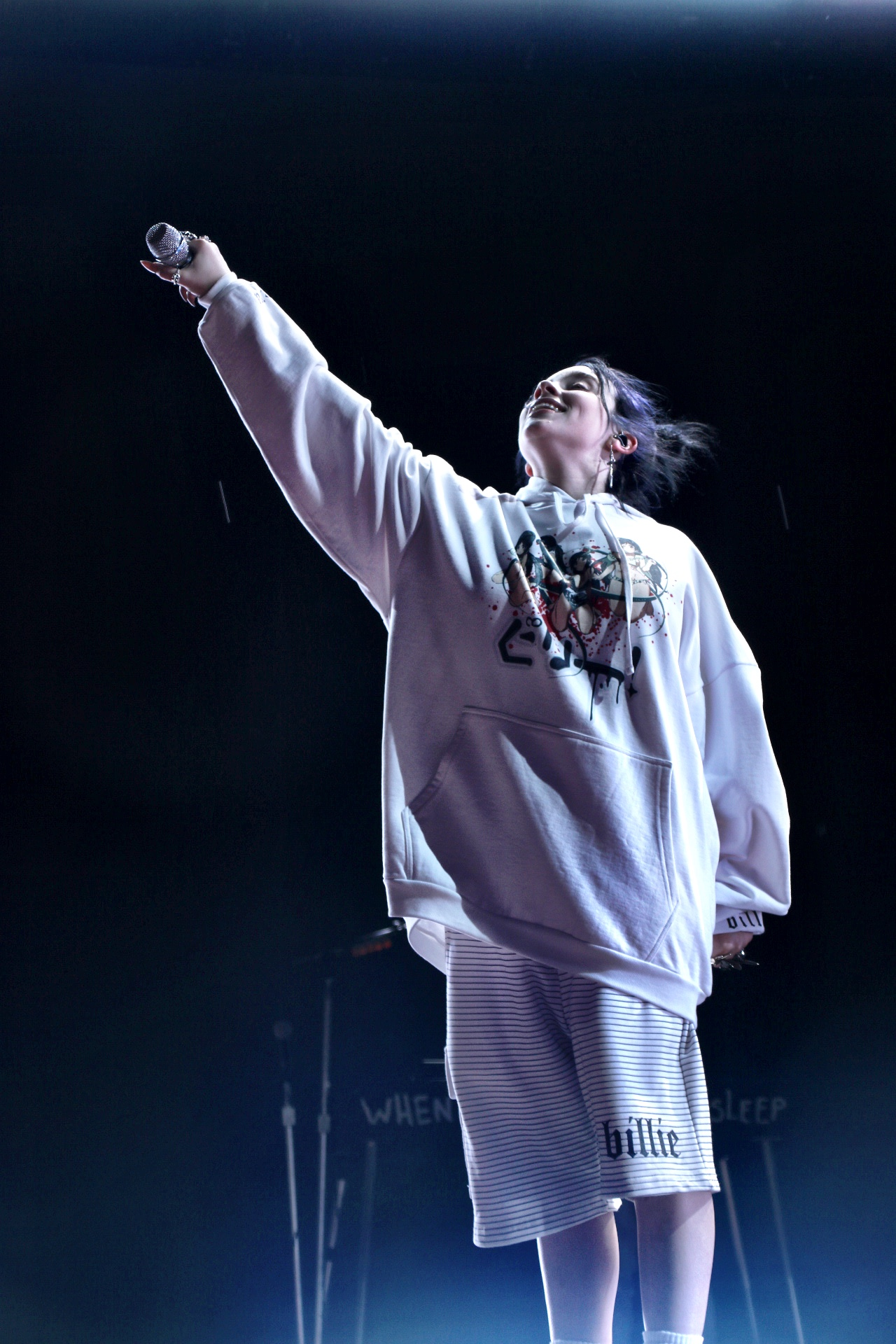
La 18 ani, Billie Eilish a devenit cel mai tânăr artist câștigător al premiului.

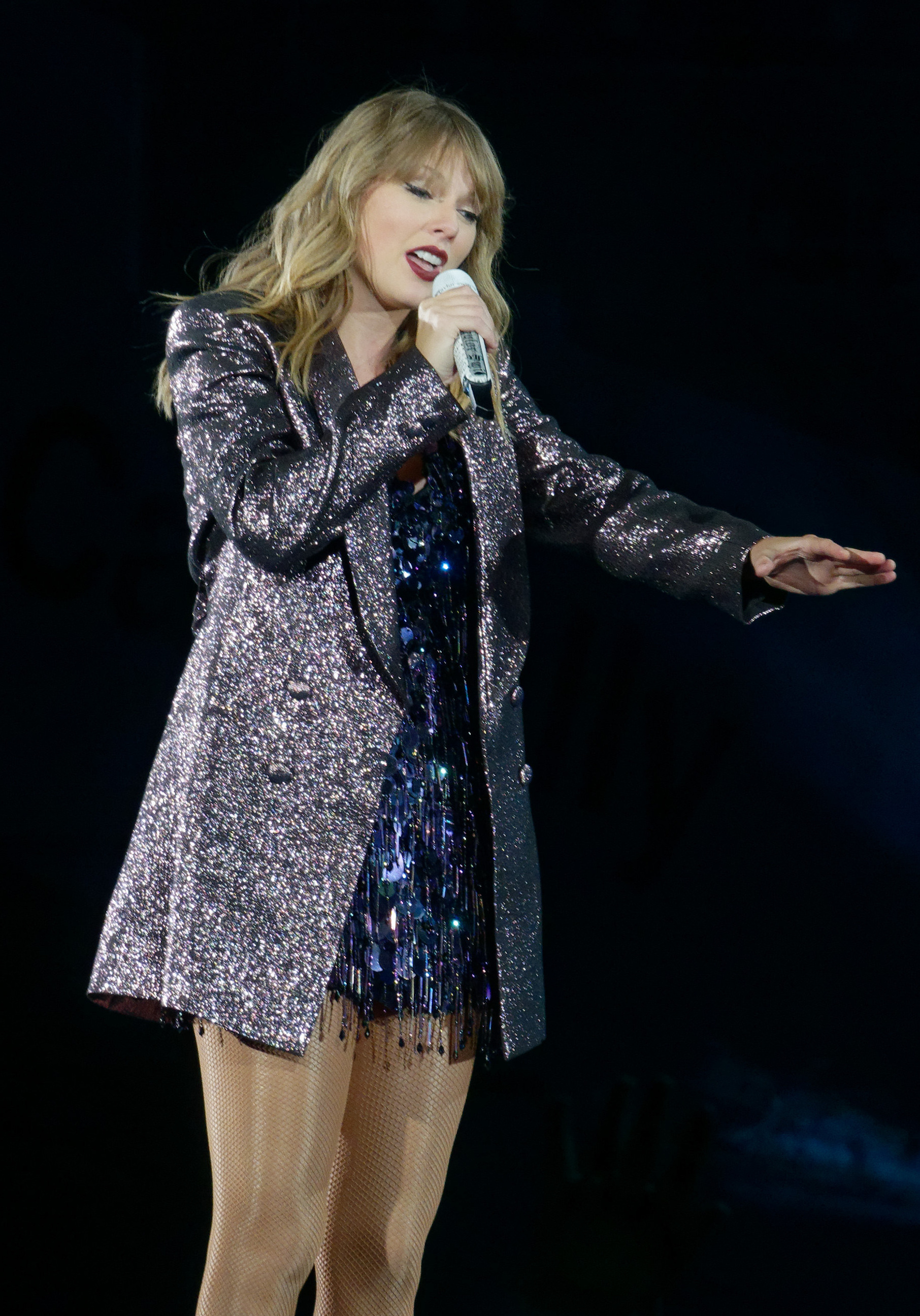
În 2024, Taylor Swift a devenit singurul artist din istorie cu patru albume câștigătoare (Fearless, 1989, folklore și Midnights).

| An                | Titlu album                              | Artist                          | Producător(i) |
| ----------------- | ---------------------------------------- | ------------------------------- | --- |
| 1959              | The Music from Peter Gunn                | Henry Mancini                   | Simon Rady |
| 1959              | Come Dance with Me!                      | Frank Sinatra                   | Dave Cavanaugh |
| 1961              | The Button-Down Mind of Bob Newhart      | Bob Newhart                     | - |
| 1962              | Judy at Carnegie Hall                    | Judy Garland                    | - |
| 1963              | The First Family                         | -                               | - |
| 1964              | The Barbra Streisand Album               | Barbra Streisand                | Mike Berniker |
| 1965              | Getz/Gilberto                            | Stan Getz João Gilberto         | Creed Taylor |
| 1966              | September of My Years                    | Frank Sinatra                   | Sonny Burke |
| 1967              | A Man and His Music                      | Frank Sinatra                   | Jimmy Bowen |
| 1968              | Sgt. Pepper's Lonely Hearts Club Band    | The Beatles                     | George Martin |
| 1969              | By the Time I Get to Phoenix             | Glen Campbell                   | Al De Lory Nick Venet |
| 1968-1969/2013[A] | Blood, Sweat & Tears                     | Blood, Sweat & Tears            | James William Guercio |
| 1971              | Bridge over Troubled Water               | Simon & Garfunkel               | Paul Simon Art Garfunkel Roy Halee |
| 1972              | Tapestry                                 | Carole King                     | Lou Adler |
| 1973              | The Concert for Bangladesh               | George Harrison                 | George Harrison Phil Spector |
| 1974              | Innervisions                             | Stevie Wonder                   | Stevie Wonder Robert Margouleff Malcolm Cecil |
| 1975              | Fulfillingness' First Finale             | Stevie Wonder                   | Stevie Wonder Robert Margouleff Malcolm Cecil |
| 1976              | Still Crazy After All These Years        | Paul Simon                      | Paul Simon Phil Ramone |
| 1977              | Songs in the Key of Life                 | Stevie Wonder                   | Stevie Wonder |
| 1978              | Rumours                                  | Fleetwood Mac                   | Fleetwood Mac Ken Caillat Richard Dashut |
| 1979              | Saturday Night Fever                     | Bee Gees Various artists        | Bill Oakes |
| 1980              | 52nd Street                              | Billy Joel                      | Phil Ramone |
| 1981              | Christopher Cross                        | Christopher Cross               | Michael Omartian |
| 1982              | Double Fantasy                           | John Lennon Yoko Ono            | John Lennon Yoko Ono Jack Douglas |
| 1983              | Toto IV                                  | Toto                            | Bobby Kimball Steve Lukather David Paich Jeff Porcaro David Hungate Steve Porcaro                                                                         |
| 1984              | Thriller                                 | Michael Jackson                 | Quincy Jones Michael Jackson |
| 1985              | Can't Slow Down                          | Lionel Richie                   | James Anthony Carmichael Lionel Richie |
| 1986              | No Jacket Required                       | Phil Collins                    | Phil Collins Hugh Padgham |
| 1987              | Graceland                                | Paul Simon                      | Paul Simon |
| 1988              | The Joshua Tree                          | U2                              | Daniel Lanois Brian Eno |
| 1989              | Faith                                    | George Michael                  | George Michael |
| 1990              | Nick of Time                             | Bonnie Raitt                    | Don Was |
| 1991              | Back on the Block                        | Various artists                 | Quincy Jones |
| 1992              | Unforgettable... with Love               | Natalie Cole                    | André Fischer David Foster |
| 1993              | Unplugged                                | Eric Clapton                    | Russ Titelman |
| 1994              | Bodyguard                                | Whitney Houston Various artists | - |
| 1995              | MTV Unplugged                            | Tony Bennett                    | David Kahne |
| 1996              | Jagged Little Pill                       | Alanis Morissette               | Glen Ballard |
| 1997              | Falling into You                         | Celine Dion                     | - |
| 1998              | Time Out of Mind                         | Bob Dylan                       | Daniel Lanois |
| 1999              | The Miseducation of Lauryn Hill          | Lauryn Hill                     | Lauryn Hill, Vada Nobles |
| 2000              | Supernatural                             | Santana                         | - |
| 2001              | Two Against Nature                       | Steely Dan                      | Walter Becker, Donald Fagen |
| 2002              | O Brother, Where Art Thou?               | Various artists                 | T-Bone Burnett |
| 2003              | Come Away with Me                        | Norah Jones                     | Norah Jones, Arif Mardin, Jay Newland, Craig Street |
| 2004              | Speakerboxxx/The Love Below              | OutKast                         | - |
| 2005              | Genius Loves Company                     | Ray Charles                     | John Burk Phil Ramone |
| 2006              | How to Dismantle an Atomic Bomb          | U2                              | Steve Lillywhite |
| 2007              | Taking the Long Way                      | Dixie Chicks                    | Rick Rubin |
| 2008              | River: The Joni Letters                  | Herbie Hancock                  | Herbie Hancock, Larry Klein |
| 2009              | Raising Sand                             | Robert Plant Alison Krauss      | T-Bone Burnett |
| 2010              | Fearless                                 | Taylor Swift                    | Nathan Chapman Taylor Swift |
| 2011              | The Suburbs                              | Arcade Fire                     | Markus Dravs, Arcade Fire |
| 2012              | 21                                       | Adele                           | - |
| 2013              | Babel                                    | Mumford & Sons                  | Markus Dravs |
| 2014              | Random Access Memories                   | Daft Punk                       | Thomas Bangalter Guy-Manuel de Homem-Christo |
| 2015              | Morning Phase                            | Beck                            | Beck Hansen |
| 2016              | 1989                                     | Taylor Swift                    | Max Martin, Taylor Swift, Jack Antonoff, Nathan Chapman, Imogen Heap, Greg Kurstin, Mattman & Robin, Ali Payami, Shellback, Ryan Tedder & Noel Zancanella |
| 2017              | 25                                       | Adele                           | Danger Mouse, Samuel Dixon, Paul Epworth, Greg Kurstin, Max Martin, Ariel Rechtshaid, Shellback, The Smeezingtons & Ryan Tedder                           |
| 2018              | 24K Magic                                | Bruno Mars                      | Shampoo Press & Curl |
| 2019              | Golden Hour                              | Kacey Musgraves                 | |
| 2020              | When We All Fall Asleep, Where Do We Go? | Billie Eilish                   | Billie Eilish, Finneas O'Connell |
| 2021              | folklore                                 | Taylor Swift                    | Jack Antonoff, Aaron Dessner & Taylor Swift |
| 2022              | We Are                                   | Jon Batiste                     | Craig Adams, David Gauthier, Braedon Gautier, etc. |
| 2023              | Harry's House                            | Harry Styles                    | Tyler Johnson, Kid Harpoon & Sammy Witte |
| 2024              | Midnights                                | Taylor Swift                    | Jack Antonoff & Taylor Swift |
| 2025              | Cowboy Carter                            | Beyoncé                         | Beyoncé, Terius Gesteelde-Diamant & Dave Hamelin |

- [A]. ^ Premiile pentru perioada 1968-1969 au fost decernate în anul 2013.